# Aeroporto de Paço do Lumiar
O Aeroporto Coronel Alexandre Raposo (ICAO:SNOZ) está localizado em Paço do Lumiar, no Brasil. Possui uma pista de 1000 metros de extensão e 30 metros de largura, com superfície de asfalto.